# Dominó (Chile)
Dominó es una fuente de soda de origen familiar que comenzó el año 1952, su primer local está ubicado en la calle Agustinas 1016, en pleno centro de la ciudad de Santiago de Chile.
Sin embargo, con el tiempo se ha ido ampliando y hoy cuenta con 37 locales en el país, ubicados en la Región Metropolitana, Región de Valparaíso, Gran Concepción, Antofagasta, Temuco y Puerto Montt.
Sus principales productos son los completos, as, sándwiches, hamburguesas y ensaladas. En estas categorías cuenta con la elección de distintos rellenos para el pan, tales como chacarero, dominó, luco, italiano, dinámico, brasileño, entre otros. También se encuentran los acompañamientos como papas fritas, consomé, bebidas, cervezas y jugos naturales.
Solo en 2013 y con 32 locales en el país, Dominó registró una cifra de US$50 millones, negocio que busca expandirse a los patios de comida de América Latina.
Los precios de Dominó son variados, ya que se pueden encontrar opciones económicas o superior al promedio del mercado de la comida rápida. La fuente de soda se encuentran disponible en aplicaciones de comida a domicilio como: Uber Eats, Rappi, PedidosYa. Además, cuentan con su propio delivery en la página web oficial del restaurante.

## Historia
Pedro Pubill, el fundador de Dominó, quería ofrecer una fuente de soda de estilo americano y la fundó con el nombre del juego de fichas que jugaba su familia cada fin de semana.
En 1952, Pedro Pubill decide abrir el primer local de Dominó en la calle Agustinas 1016, comuna de Santiago. Convirtiéndose en el local más emblemático de la cadena de comida, le sigue el local de Isidora Goyenechea 2930 en la comuna de Las Condes y el del Mall Vivo Imperio en Agustinas 833, comuna de Santiago.
En 2006 Dominó abre su primera sucursal en región, instalándose en Puerto Montt.
En 2009 instauran el Día Nacional del Completo junto a la celebración del Aniversario N°57 de Dominó.
En abril de 2015, Dominó compra Fuente Chilena, una sandwichería tradicional chilena que hoy cuenta con 6 locales en Santiago de Chile.
En mayo de 2018, Dominó lanzó una campaña de recolección de firmas para convertir el completo como patrimonio cultural del país, 9 años después de haber instaurado el Día Nacional del Completo.
En 2018 crearon el Club Dominó, una aplicación que permite acumular puntos y entregar beneficios exclusivos a los clientes.
Luego, en abril de 2019, la galería de arte Chase Contemporary en Nueva York (EE.UU), en sus piezas de arte presentaron un completo chileno. Esto se debió a que en el lanzamiento de “Completos del Mundo, edición USA”, llegó uno de los chef de la fuente de soda Dominó a Nueva York para enseñar cómo se hace un hot-dog al estilo chileno, donde el maestro en completos se instaló en el centro de Times Square captando la atención de miles de personas.
En 2019 lanzaron su nueva categoría DomiNot, el primer completo vegano.
En 2020 crean la DomiBox, una caja para armar los completos de Dominó en la casa con todos los ingredientes que utiliza la fuente de soda. También, el mismo año se convierten en el primer restaurante en Chile con una certificación internacional por “Certified Humane”, quienes garantizan que los huevos a utilizar provienen de productores certificados que cumplen los estándares de bienestar animal.

## Cultura Dominó
Los restaurantes de la marca tienen una serie de códigos, conceptos y “gritos” que son únicos en todos sus locales. Estos son:
- Suave: Para pedir una menor cantidad de agregados Dominó.[8]
- Cargado: Para pedir en mayor cantidad de alguno de los agregados.[8]
- Abajo: Para que un agregado vaya abajo del resto.[8]
- Arriba: Para que un agregado vaya sobre el resto.[8]
- Dorada: Para que la salchicha pase por la plancha a 180°.[8]
- Al Rojo: Para que el pan venga más caliente de lo normal.[8]
- Al Medio: Para que un completo o sándwich venga partido en dos mitades.[8]
- A la Cruz: Para que algunos de los sándwiches venga cortado en cuatro partes.[8]
- Completo Falso: Para que un completo venga sin salchicha.[8]
- De la Mano: Para pedir dos productos en el mismo plato.[8]
- Otra voz: Para corregir un pedido cantado en forma errónea.[8]
- En Ambulancia: Para que el producto sea preparado con urgencia.[8]

Algunas de las frases más típicas del lenguaje que utilizan los trabajadores de la fuente de soda son: ¡Suave el tomate!¡Cargado a la américa! o ¡Suave la mayo!